# شهدخوار دم‌چنگالی
شهدخوار دم‌چنگالی (نام علمی: Aethopyga christinae) پرنده‌ای از خانواده شهدخواران است. این گونه نخستین بار توسط رابرت سوینهو در سال 1869 توصیف شد. 
در چین، هنگ کنگ، لائوس و ویتنام یافت می‌شود.
زیستگاه طبیعی آن جنگل‌های دشت نمناک نیمه‌گرمسیری یا گرمسیری است. این پرندگان کوچک، با نوک خمیده به پایین، یک صدای نرم و مکرر "zwink-zwink" و یک تریل فلزی تولید می‌کنند. این پرنده در پرکاربردترین تمبر پستی هنگ کنگ دیده می‌شود.

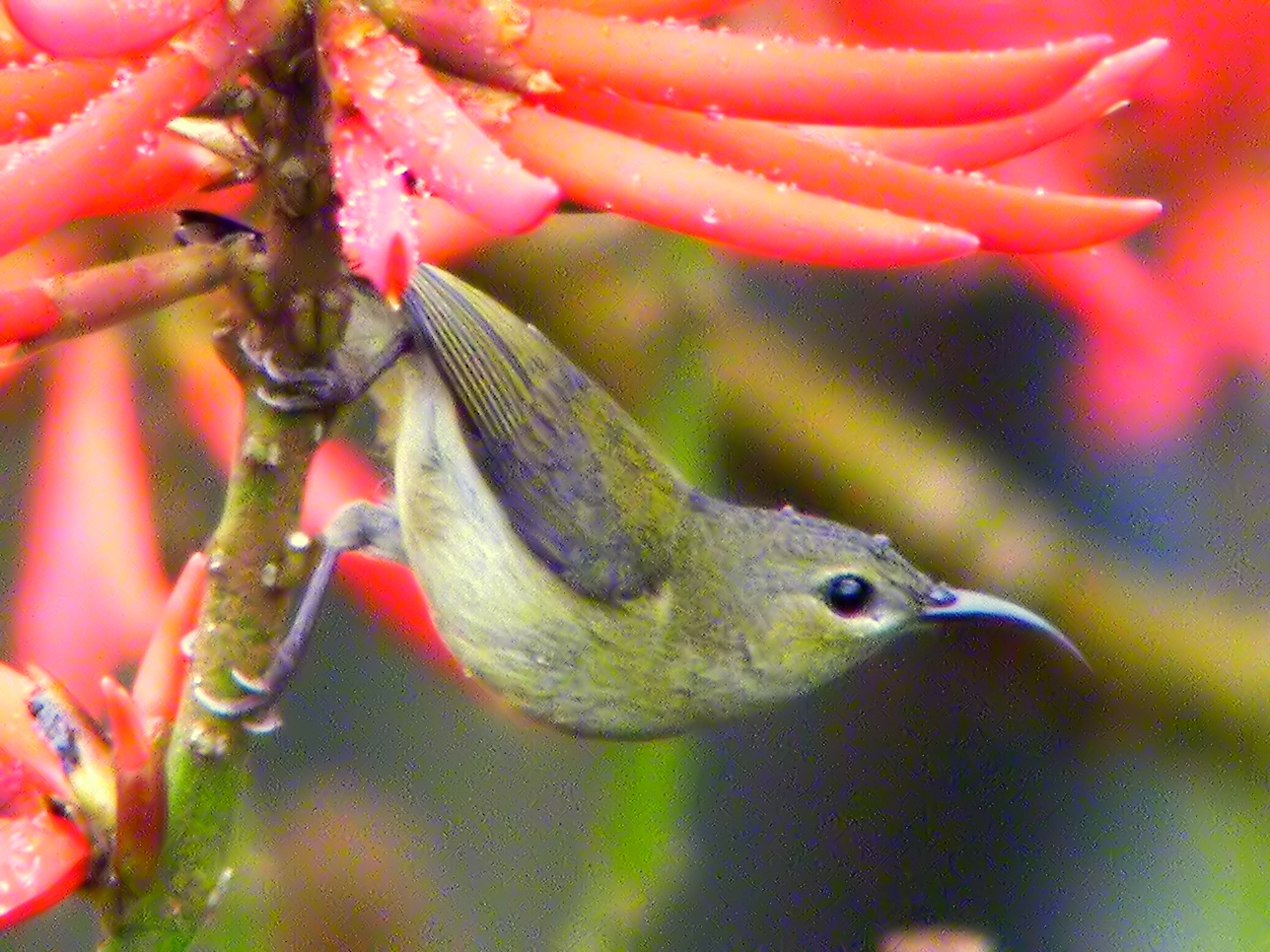
ماده